# Lepidurus packardi
Lepidurus packardi é uma espécie de crustáceo da família Triopsidae.
É endémica dos Estados Unidos da América.